# Bermudo Meléndez Meléndez
Bermudo Meléndez Meléndez (Palencia, 21 de enero de 1912-Madrid, 29 de enero de 1999), fue un paleontólogo español, autor de diversos libros de texto de paleontología y geología para estudiantes universitarios. Catedrático de paleontología y presidente de la Real Sociedad Española de Historia Natural (1964). Miembro de la Real Academia de las Ciencias Exactas, Físicas y Naturales.

## Biografía
Aunque su padre le obligó a estudiar ingeniería, pronto abandonó estos estudios para dedicarse a su verdadera vocación y estudiar Ciencias Naturales en la Universidad Central de Madrid. 
Se licenció en 1936 con el trabajo de grado Filogenia de los vertebrados en los tiempos geológicos, por el que obtendría un premio extraordinario y en 1942 se doctoraría con la tesis El cámbrico en España por la que también obtuvo un premio extraordinario.
Acabada la Guerra Civil consigue por oposición el puesto de auxiliar de su director de Tesis, Eduardo Hernández-Pacheco. Se casó en 1943 con Isabel Hevia, el matrimonio tendría diez hijos. En 1944 consiguió la cátedra de Geología en la Universidad de Granada y en 1949 sería la de Paleontología y Geología Histórica de la Universidad de Madrid, puesto que ocupó hasta su jubilación en 1982.
Meléndez, para quien la evolución de las especies no suponía más que una hipótesis, recalcó en diversos trabajos y conferencias entre 1946 y 1947 la insuficiencia de tal teoría así como la necesidad de la intervención de un «Agente Superior» para explicar el origen de la vida y de la especie humana. Dicho animismo teísta fue detallado con más profusión en 1949, en un artículo ideológico para la publicación jesuita Razón y Fe en el que, frente al evolucionismo biológico, reivindicaba un vitalismo regulado en última instancia por la Divina Providencia. En 1966 codirigió, junto a Miguel Crusafont y Emiliano Aguirre, el libro La Evolución en la colección Biblioteca de Autores Cristianos («B. A. C.») de la Editorial Católica, que supuso un auténtico hito para la difusión social de las ideas evolucionistas en España, y contaba con artículos que contemplaban la evolución biológica desde muy diferentes enfoques, casi todos neodarwinistas, aunque incluyendo las ideas dirigistas ortogenéticas de Crusafont. Pasado el tiempo, llegó a aceptar parcialmente el neodarwinismo y el equilibrio interrumpido, aunque sin renunciar a una evolución teísta.
En 1978 fue nombrado decano de la Facultad de Ciencias Geológicas de la Universidad Complutense.

## Obra

### Tratados y manuales
- Meléndez, Bermudo (1946). Apuntes de óptica cristalina. Universidad de Granada. 44 págs.
- — (1946). Historia de la vida sobre la tierra. Universidad de Granada. 47 pags.
- — (1946). La desintegración atómica como fuente de energía geológica. Universidad de Granada. 21 pags.
- — (1947). Tratado de Paleontología. Tomo I. Generalidades e Invertebrados (1ª parte). C.S.I.C, Instituto Lucas Mallada. Madrid
- — (1950). Tratado de Paleontología. Tomo II. Invertebrados (2ª parte): Artrópodos y Moluscos. C.S.I.C, Instituto Lucas Mallada. 709 pags. Madrid
- Muedra, Vicente y Meléndez, Bermudo (1950). Autodidaxis Cristalográfica. Iniciación en los Estudios de Cristalografia Geométrica, Física y Química. Ed. Librería Paraninfo. 323 págs. (reeditado en 1957 como Manual de Cristalografía elemental)
- Meléndez, Bermudo (1955). Manual de Paleontología. Paraninfo. 466 pág. Madrid
- — (195?). Sesenta modelos cristalográficos recortables. Paraninfo. 136 pág. Madrid (reeditado en 20 ocasiones, ed. 1988: ISBN 84-283-0059-3)
- — y Fúster, José María (1966). Geología. Editorial Paraninfo. 912 págs. ISBN 84-283-0956-6 (9ª imp., 2000)
- — (1970). Paleontología. Tomo 1. Parte general e invertebrados. Editorial Paraninfo. 715 págs. ISBN 84-283-0005-4 (2ª Ed., 1977)
- — (1971). Prácticas de Paleontología (Fichero de Paleontología estratigráfica). Editorial Paraninfo. 81 pág. Madrid
- — (1979). Paleontología. Tomo 2. Vertebrados. Peces, Anfibios, Reptiles y Aves. Editorial Paraninfo. 542 págs. ISBN 84-283-1001-7
- — (coord.) (1990). Paleontología. Tomo 3 Volumen 1. Mamíferos (1ª parte). Editorial Paraninfo. 383 págs. ISBN 84-283-1742-9
- — (coord.) (1995). Paleontología. Tomo 3 Volumen 2. Mamíferos (2ª parte) y Paleontología Humana. Editorial Paraninfo.
- — (ed.) (1998). Tratado de Paleontología. Tomo I. (3ª edición). Madrid: C.S.I.C. Textos Universitarios, 29. 457 págs. ISBN 84-00-07790-3 [Edición ampliada y revisada por Guillermo Meléndez Hevia]

### Ensayos
- Meléndez, Bermudo (1946). «Los problemas de la moderna Paleobiología». Revista de la Universidad de Oviedo. Ciencia - Geología, 4-2(1): 54 págs.
- — (1951). «Evolución y paleontología». Arbor: ciencia, pensamiento y cultura, 19(66): 263-281
- — (1953). «Paleontología española». Estudios Geológicos, 17; 113-133
- — (1954). «El estudio y la enseñanza de la Paleontología». Revista de la Universidad de Madrid, 3(10): 202-209
- — (1955). «La evolución en el tiempo». Arbor, 113. 14 págs.
- Crusafont, Miguel; Meléndez, Bermudo y Aguirre, Emiliano (Eds.) (1966). La evolución. La Editorial Católica, S.A. Biblioteca de Autores Cristianos [B.A.C.]. Sección VI (Filosofía), 258. 1014 págs. Madrid ISBN 978-84-220-0676-3 (4ª ed., 1986)
- Meléndez, Bermudo (1983). «Las bases científicas del evolucionismo». Ed. Asociación de Universitarias Españolas. pág. 88

### Investigación
- Meléndez, Bermudo (1941). «El yacimiento de Arqueociátidos de Alconera (Badajoz)». Boletín de la Real Sociedad Española de Historia Natural, 39: 231-239
- — (1942). Contribución al estudio del paleozoico aragonés. Consejo Superior de Investigaciones Científicas - Trabajos del Instituto de Ciencias Naturales "José de Acosta" (Serie Geológica), 3(1). 149 págs., [25] h. de lám.
- — (1944). Los terrenos cámbricos de la península hispánica. Consejo Superior de Investigaciones Científicas - Trabajos del Instituto de Ciencias Naturales "José de Acosta" (Serie Geológica), 1(1). 208 págs. 13 lám. Madrid ISBN 84-00-00247-4
- — (1946). «Contribución al estudio de la flora fósil del mioceno de Libros (Teruel)». Anales del Jardín Botánico de Madrid, 6(1): 105-109
- — (1947). «Una fauna pliocena del borde meridional de la cuenca terciaria de Granada». Boletín de la Real Sociedad Española de Historia Natural, 45: 647-657
- — y Hevia, I. (1947). «La fauna ashgilliense del Silúrico aragonés». Boletín de la Universidad de Granada, 83: 1-17
- — (1952). «Los Carpoideos de España». Las Ciencias, 17: 497-516
- — (1954). «Los Trochocystites del Pirineo». Boletín de la Real Sociedad Española de Hístoria Natural, 51: 97-105
- — y Aguirre, Emiliano (1958): «Hallazgo de Elephas en la terraza media del río Manzanares (Villaverde, Madrid)». Las Ciencias, 23(4): 597-605
- — (1959). «Los Echinosphaerites del Silúrico de Luesma (Zaragoza)». Estudios Geológicos, 15: 23-28
- Crusafont, M., Meléndez, B. y Truyols, J. (1960). «El yacimiento de vertebrados paleógenos de Huérmeces del Cerro (Guadalajara) y su significado cronoestratigráfico». Estudios Geológicos, 16(4): 243-254
- Chauvel, J. y Meléndez, Bermudo (1978). «Les Echinodermes (Cystoïdes, Asterozoaires, Homalozoaires) de l’Ordovicien moyen des Monts de Toléde (Espagne)». Estudios geológicos, 34: 75-87
- Gutiérrez Marco, Juan Carlos; Chauvel, J.; Meléndez, Bermudo y Smith, A.B. (1984). «Los equinodermos (Cystoidea. Homalozoa, Sterelloidea, Crinoidea) del Paleozoico infefior de los Montes de Toledo y Sierra Morena (España)». Estudios Geológicos, 40(5-6): 421-453
- Gutiérrez Marco, Juan Carlos y Meléndez, Bermudo  (1987). «Nuevos hallazgos de Estilóforos (Homalozoos) en los materiales ordovícicos de la zona Centroibérica». Coloquios de Paleontología, 41: 41-50
- Pickerill, R.K.; Romano, M. ; Meléndez, Bermudo (1984). «Arenig trace fossils from the Salamanca area, western Spain». Geological Journal, 19(3): 249-269 ISSN 0072-1050
- Gutiérrez Marco, Juan Carlos; Meléndez, Bermudo; Parsley, R. L.; Prokop R.J. y Marek, L. (1992). «Equinodermos (Cystoidea, Homalozoa. Asterozoa) de afinidades bohémicas en el OrdovÍcico de las Zonas Centroibérica y Ossa Morena, España». Publicaciones del Museo de Geología de Extremadura, 1: 79-81
- Gutiérrez Marco, Juan Carlos; Chauvel, J. y Meléndez, Bermudo (1996). «Nuevos equinodermos (cistideos y blastozoos) del Ordovícico de la Cordillera Ibérica (NE de España)». Revista Española de Paleontología, 11: 100-119

## Taxones dedicados
(Todos son taxones extintos, conocidos por sus fósiles)
- Alconeracyathus melendezi Perejón y Moreno-Eiris, 1989
- Cepaea melendezi Robles
- Cilindrotomaculum melendezi Gutiérrez Marco, 1984
- Conohyus melendezi Golpe Posse, 1972
- Heteraster melendezi Villalba, 1991
- Heviacrinus melendezi Gil Cid, Domínguez y Silván, 1995
- Hipparion primigenium melendezi Alberdi, 1974
- Lathyrus melendezi Villalta
- Melendezia Fernández López, 1985[8]
- Orbitolina (Mesorbitolina) texana melendezi Ramírez
- Pecopteris melendezi Wagner
- Retamaspis melendezi Hammann, 1972
- Sepia (Parasepia) melendezi Mayoral y Muñiz, 1994
- Strenuaeva melendezi Gil Cid, 1972
- Sucocystis melendezi (Schroeder, 1973) (=Gyrocystis melendezi)
- Terebratula melendezi Bataller, 1959